# Angélica Morales
María Ángeles Morales Soriano (Teruel, 14 de agosto de 1970) es una escritora, actriz y directora teatral española. En 2017, su novela Mujeres rotas fue seleccionada entre las diez finalistas al Premio Planeta.

## Teatro y cine
Morales es licenciada en Historia Antigua por la Universidad de Valencia, diplomada en escritura jeroglífica por la Facultad de Teología San Vicente Ferrer de Valencia y diplomada en arte dramático por la Escuela del Actor de Valencia.
En su juventud participó en varios grupos teatrales en institutos de secundaria de Valencia. En 1988 entró a formar parte de la compañía Teatraco Teatro junto con los actores Vicente Villanueva, Rafael Villalón, Maite Torres, Ramón Sáez y Marta Belenguer, entre otros, actuando en diversas obras representadas por esta compañía.
Posteriormente fundó su propia compañía, La mujer básica, con la que ha producido y dirigido diversas obras. Entre ellas destaca Más sola que la una, escrita y dirigida por Morales, que en 1999 recibió el premio a la mejor actriz y el segundo premio al mejor montaje en el IV Certamen Nacional de Teatro de Bolsillo celebrado en Logroño y en 2000 el premio a la mejor actriz en el Festival de Teatro de Foyos (Valencia).
También ha formado parte de la compañía Donas Móviles y ha dirigido el Grupo de Teatro Universitario En Obras de la Universidad de Zaragoza.
En cuanto a cine, ha participado como actriz de reparto en los largometrajes de Vicente Aranda, Celos, (1999) y Juana la loca (2001). Asimismo ha sido actriz protagonista en varios cortometrajes y mediometrajes, como Amante, dirigido por Víctor Lope Salvador (1989) o A la deriva (Treibgut) (2009), de Franziska Löwe (Escuela de Cine de Berlín).[cita requerida]

## Literatura
En 2006 inició su carrera literaria con la publicación de Benedicto XIII, el papa Luna: El hombre que fue piedra, una biografía novelada del Papa Luna.
En 2011 publicó su primer poemario Desmemoria, que resultó ganador del Premio Internacional de Poesía Miguel Labordeta otorgado por el Gobierno de Aragón y que fue uno de los finalistas del Premio Ausias March al mejor poemario de 2012. Desde entonces ha cultivado principalmente la poesía, recibiendo diversos premios.

## Premios literarios
- Premio Internacional de Poesía Miguel Labordeta (2011)[9]
- Premio Internacional de Poesía Ciudad de Las Palmas de Gran Canaria (2013)[11]
- IX Concurso Literario Internacional Ángel Ganivet (2015)[12]
- XLVIII Premio Ciudad de Alcalá de Poesía (2017)[13]
- XVII Premio de Poesía Vicente Núñez (2017)[14]
- 42 Premi Vila de Martorell (2017)[1]
- XXVII Premio Nacional de Poesía Poeta Mario López (2019)[15]
- V Premio Internacional de Poesía Gabriel Celaya (2021)[16]
- XXXIV Premio Santa Isabel de Portugal de Poesía (2024)[17]
- Premio BUHO de la Asociación de Amigos del Libro (2025)[18]

## Obra publicada

### Narrativa
- Benedicto XIII, el papa Luna: El hombre que fue piedra (2006, Editorial Delsan)
- Piel de lagarta (2007, Editorial Certeza)
- Amar en martes (2009, Editorial Certeza)
- La huida del cangrejo (2010, Editorial Mira)
- Palillos chinos (2015, Editorial Mira)
- Mujeres rotas (2018, Editorial TerueliGRáfica)
- Tú serás la siguiente (2021)
- Muerte de una youtuber (2022)
- Bozal de perro (2022)
- La casa de los hilos rotos (Destino, 2023)
- Las envidiosas (Rasmia, 2024)
- Estás en mis ojos (Destino, 2025)

### Poesía
- Desmemoria (2012, Gobierno de Aragón)
- Asno mundo (2014, Ayuntamiento de Las Palmas de Gran Canaria)
- Monopolios (2014, Prensas de la Universidad de Zaragoza)
- Pecios (2016, GEEPP Ediciones)
- España toda (2018, Hiperión)
- Las niñas cojas (2019, Ediciones En Huida)
- El sueño de la iguana (2020, Utopía Libros)
- #Medea ha vuelto (2021, Pregunta Ediciones)
- Mi padre cuenta monedas (2022, Ediciones El Gallo de Oro)
- Dolor (2024, Diputación de Zaragoza)